# Goliathstein (Findling)

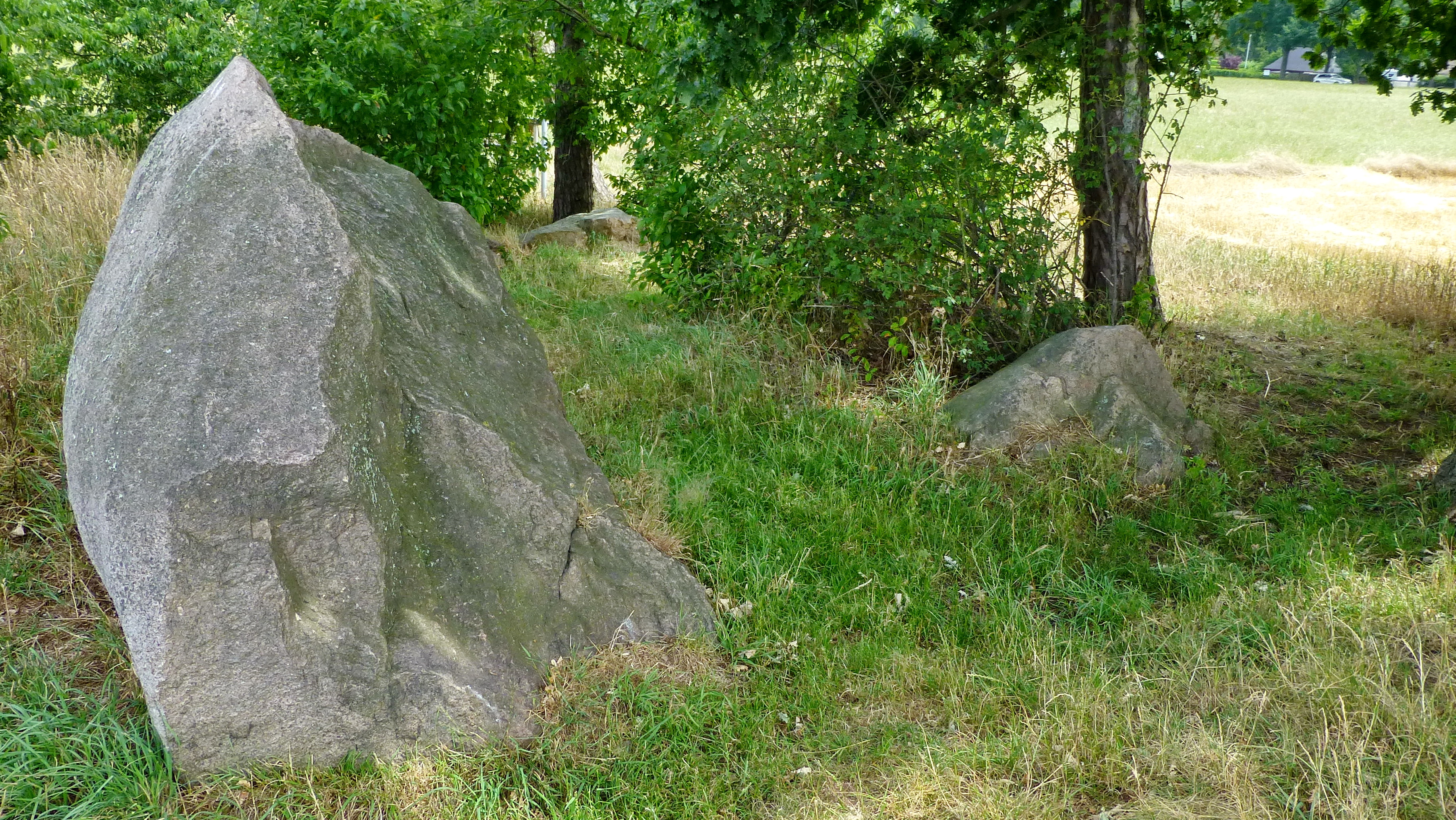
Die Bruchstücke des Goliathsteins heißen als Naturdenkmal „Davidstein“

Der Goliathstein ist ein Findling im Ortsteil Mardorf von Neustadt am Rübenberge in der Region Hannover in Niedersachsen. Er ist unter der Bezeichnung „Davidstein“ als Naturdenkmal geschützt.

## Beschreibung
Der Goliathstein ist einer von zahlreichen Findlingen die nach einem der Gletschervorstöße der Elster-Kaltzeit im Nordwesten des heutigen Steinhuder Meeres zurückblieben. Anfang des 20sten Jahrhunderts wurde versucht, den Goliathstein zu sprengen. Das größte verbliebene Bruchstück des klein- bis mittelkörnigen roten Granits hat ein Gewicht von etwa 15 Tonnen.  Solch großes Leitgeschiebe vom Typ roter Växjö-Granit ist in der Region selten.

## Sage
In einer in den 1950er Jahren schriftlich festgehaltenen örtlichen Sage wird der Goliathstein am Netteln Berg bei Lütjen Mardrup mit dem weiter östlich an der Weißen Düne liegenden Davidstein in Verbindung gebracht. Demnach zerschlug der Riese Goliath seinen Stein, nachdem es ihm nicht gelungen war, diesen vom Brunnenberg in den Rehburger Bergen aus so weit zu werfen, wie es David mit seinem Stein gelungen war.
Die Bruchstücke des Goliathsteins sind heute kleiner als der Davidstein. Dies führt häufig zu Verwechslungen.

## Naturdenkmal
Ein „Goliathstein“ – wohlweislich mit Anführungszeichen geschrieben – ist laut der 19. Verordnung über Naturdenkmäler in der Region Hannover als Naturdenkmal mit der Nummer ND-H 173 geschützt. Die in den gleichfalls verbindlichen Anlagen zur Verordnung stehenden Beschreibung und Lagekoordinaten sind jedoch nicht die des Goliathstein, sondern die des Davidsteins.
In den gleichen Unterlagen findet sich ein Naturdenkmal mit den Lagekoordinaten des Goliathsteins. Dieses wird jedoch offiziell als ND-H 174 „Davidstein“ bezeichnet.

## Sonstiges
Der Landschaftsrahmenplan der Region Hannover sowie die Karte des niedersächsischen Landesamts für Bergbau, Energie und Geologie verzeichnen ein Geotop „Goliathstein“. Dieses hat jedoch die Lagekoordinaten des Davidsteins.

## Belege
1. 1 2  
19. Verordnung über Naturdenkmäler in der Region Hannover (Neuregelungsverordnung). (pdf; 64 kB) in Gemeinsames Amtsblatt für die Region Hannover und die Landeshauptstadt Hannover - Sonderausgabe. Region Hannover, 7. September 2010, S. 3, archiviert vom Original am 2. April 2015; abgerufen am 15. März 2015.
2. ↑  
Der Goliathstein am Nethelnberg (Foto). (pdf; 1,84 MB) in Sitten und Gebräuche in Mardorf am Steinhuder Meer Auszugsweise zusammengestellt von Friedrich Dankenbring (Dorfgemeinschaft Mardorf e.V. am 24.9.2013). Initiativgruppe „Spurensuche“ der Schaumburger Landschaft e. V., S. 159, abgerufen am 18. März 2016.
3. 1 2 3  
Anlage 1 zur 19. Verordnung über Naturdenkmäler der Region Hannover (Neuregelungsverordnung). (pdf; 233 kB) in Gemeinsames Amtsblatt für die Region Hannover und die Landeshauptstadt Hannover - Sonderausgabe. Region Hannover, 7. September 2010, S. 26–27, archiviert vom Original am 9. April 2015; abgerufen am 15. März 2015.
4. ↑  
Verkehrsverein Mardorf am Steinhuder Meer e. V.: Goliathstein. (pdf; 517 kB) www.mardorf.de, 2011, abgerufen am 22. Mai 2025.
5. ↑  
19. Verordnung über Naturdenkmäler in der Region Hannover (Neuregelungsverordnung). (pdf; 68 kB) in Gemeinsames Amtsblatt für die Region Hannover und die Landeshauptstadt Hannover - Sonderausgabe. Region Hannover, 7. September 2010, archiviert vom Original am 27. März 2016; abgerufen am 27. März 2016.
6. 1 2  
Anlage 2: Lagepläne 1: 5.000. (pdf; 33,5 MB) in Gemeinsames Amtsblatt für die Region Hannover und die Landeshauptstadt Hannover - Sonderausgabe. Region Hannover, 7. September 2010, S. 137–138, archiviert vom Original am 24. März 2016; abgerufen am 24. März 2016.
7. ↑  
Anlage 3: Übersichtskarten 1: 25.000. (pdf; 51 MB) in Gemeinsames Amtsblatt für die Region Hannover und die Landeshauptstadt Hannover - Sonderausgabe. Region Hannover, 7. September 2010, S. 293–294, archiviert vom Original am 24. März 2016; abgerufen am 15. März 2015.
8. ↑  
Landschaftsrahmenplan der Region Hannover. Stand 2013. pdf; 16,4 MB. Region Hannover. Fachbereich Umwelt. Team Naturschutz 36.04, 36.05 AG Landschaftsrahmenplan, S. 383, abgerufen am 13. Mai 2015.
9. ↑  
Findling "Goliathstein" (weitere Informationen). auf Kartenserver, Geotope. LBEG, abgerufen am 18. März 2016.

Koordinaten: 52° 29′ 34,6″ N, 9° 18′ 52″ O